# 山形学院高等学校
山形学院高等学校（やまがたがくいんこうとうがっこう、Yamagata-Gakuin High School）は、山形県山形市にある私立高等学校。運営は学校法人山形学院。キリスト教（プロテスタント、日本基督教団）系の学校である。
山形駅の駅前に立地し、周辺の地域からのアクセスも大変便利である。2005年には新しい校舎、礼拝堂が新築され、駅前に新しいキャンパス空間が拡がっている。総合普通科、情報創造科、食物調理科の３科があり、コンピュータ、調理室などの近代的な設備も完備し、食物調理科では卒業とともに調理師免許証が取得できる。また、2008年に創立100周年を迎えた。2009年には調理科の名称を食物調理科に変更した。

## 建学の精神
この法人は、教育基本法及び学校教育法に従い、福音主義キリスト教の信仰に基づいた教育を行うことにより、神を中心とした人生観をもって、真理を追究し、すべての人と社会に対し、愛と奉仕の業を行い人類の福祉と世界平和に貢献する人間を育成するため、学校教育をおこなうことを目的とする

## 設置学科
- 全日制課程
  - 総合普通科
  - 情報創造科
  - 食物調理科

## 沿革
- 1908年（明治41年） - 山形市十日町歌懸稲荷神社社務所において森谷たまにより裁縫伝習所として創立
- 1920年（大正9年） - 山形市材木町に移転。専攻科、研究科、研究所を併設
- 1926年（大正15年） - 現在地に新築移転
- 1932年（昭和7年） - 私立学校令により精華女学校と改称
- 1948年（昭和23年） - 山形精華高等学校と改称
- 1957年（昭和32年） - 普通科を新設
- 1966年（昭和41年） - 建学の精神を「･･･基督教精神にのっとり学校教育を行う･･･」と改訂し、キリスト教学校としての歩み始める。
- 1968年（昭和43年） - 経理科を新設
- 1969年（昭和44年） - 家政科を新設。普通科、経理科、家政科の３学科となる
- 1970年（昭和45年） - 山形女子学院高校と改称
- 1972年（昭和47年） - 調理科を新設。普通科、経理科、家政科、調理科の４学科となる
- 1973年（昭和48年） - 現校名（山形学院高等学校）と改称
- 1974年（昭和49年） - 家政科を被服科に改編。被服科を除き、男女共学制とする
- 1979年（昭和54年） - 普通科に特別進学コースを新設。
- 1985年（昭和60年） - キリスト教学校教育同盟に加盟。経理科を情報処理科に改編。被服科を廃止
- 2003年（平成15年） - 普通科特別進学コース、総合コースを総合普通科に変更
- 2004年（平成16年） - 情報処理科を情報創造科に改編。韓国の京一（キョンイル）高校と姉妹校を締結
- 2005年（平成17年） - 新校舎・礼拝堂が完成
- 2008年（平成20年） - 創立100周年。
- 2009年（平成21年） - 調理科の名称を食物調理科に変更。

## 部活動
- 体育部
  - 男子バスケットボール・女子バスケットボール
  - 男子バレーボール・女子バレーボール
  - 女子ソフトボール
  - 男子卓球・女子卓球
  - 男子テニス・女子テニス
  - 野球
  - サッカー - ウェイバックマシン（2008年3月18日アーカイブ分）
  - 陸上
  - ボウリング
  - 男子バドミントン・女子バドミントン
  - ボクシング
  - 剣道

- 文化部
  - 放送
  - 華道
  - 茶道
  - 演劇
  - 美術
  - フードデザインクラブ
  - パソコン
  - 書道
  - ピースクラブ
  - 英語文化

- 学校部
  - YMWCA・合唱・ハンドベル・吹奏楽・小さな親切運動の会

- 愛好会
  - 調理愛好会

## 年間行事
- 4月　 前期始業式・入学式
- 5月　 地区高校総体
- 6月　 前期中間考査
- 7月　 校内球技大会
- 8月　 夏季休業・学院祭
- 9月　 地区新人戦・前期期末考査・前期終業式
- 10月　後期始業式・体育祭
- 11月　2年修学旅行
- 12月　後期中間考査
- 1月　 3年生期末考査・推薦入学試験
- 2月　 入学試験
- 3月   卒業式・後期期末考査・修了式

## 所在地
- 山形県山形市香澄町3丁目10-8

## 主な卒業生
- 伊藤マサミ - 脚本家、演出家、俳優
- 本間京子 - 元バスケットボール選手
- 尾崎あや子 - 政治家
- すがちゃん最高No.1 - お笑い芸人（ぱーてぃーちゃん）